# Розанов, Александр Семёнович
Александр Семёнович Розанов (29 октября (11 ноября) 1910, Санкт-Петербург — 18 марта 1994, Санкт-Петербург) — российский музыковед, пианист, композитор. Сын историка Семёна Розанова. Муж художницы Веры Милютиной.

## Биография
Племянник пианистки Александры Розановой-Нечаевой, которая стала его первым педагогом. Окончил Ленинградскую консерваторию (1931), ученик Леонида Николаева и Василия Калафати. В том же году дал сольный концерт в Малом зале Ленинградской филармонии.
Арестован 8 сентября 1933 года. 27 декабря того же года осуждён коллегией ОГПУ на пять лет лишения свободы в исправительно-трудовом лагере по статье 58 ч. 10 УК РСФСР (антисоветская агитация и пропаганда). Отбывал наказание в Дмитровлаге на строительстве канала Москва-Волга, в 1936 году возглавил лагерный музыкальный ансамбль. В 1937 году освобождён досрочно и выслан в Кировск Мурманской области, работал в доме культуры.
В годы Великой Отечественной войны и сразу после войны концертмейстер молодёжного танцевального ансамбля под руководством Аркадия Обранта. Затем аккомпаниатор в Ленинградском институте физической культуры имени П. Ф. Лесгафта. Позднее занимался преимущественно научной работой.

## Творчество
В Кировске сочинял музыку для детей, в том числе детские оперы «Весёлый портняжка» (1938), и «Серёжа Костриков» (1939, о детстве Сергея Кирова), музыка к пяти спектаклям Мурманского областного театра кукол.
Написал книгу о Полине Виардо (1969, переиздания 1973, 1982), книгу «Музыкальный Павловск» (1978), посмертно издана книга «Северная звезда: жизнь и судьба М. И. Глинки» (2002). Редактировал и комментировал издания писем Виардо, Глинки, Клода Дебюсси.

## Память
Имя Розанова присвоено музыкальной школе в Кировске.